# Řádová velikost
Řádová velikost je přibližný údaj o velikosti čísla, který udává nejbližší nižší mocninu deseti. Pokud se číselný údaj zaokrouhlí na jednu číslici a, lze přibližnou velikost čísla zapsat jako a × 10n, kde mocnina deseti je řádová velikost, např. číslo 5 × 103 má řádovou velikost 103. V běžném zápise čísla bude za číslicí a následovat n nul, např. 5 000, pro záporné hodnoty n bude hodnota n vyjadřovat pozici číslice a za desetinnou čárkou, např. 5 × 10−3 bude mít podobu 0,005 (třetí pozice).
Řádová velikost má užití pro skalární veličiny o velmi velkém rozsahu hodnot, např. délka a hmotnost v rozsahu od atomu až po velké kosmické celky. K jejich zobrazení lze využít logaritmickou stupnici.
Přesněji lze říci, že řádová velikost veličiny je celá část desítkového logaritmu hodnoty této veličiny: například desítkový logaritmus čísla 4 000 000 je asi 6,602, takže jeho řádová velikost je 6 nebo také "v řádu milionů". Desítkový logaritmus čísla 0,1 je −1, takže jeho řádová velikost je −1. K zápisu čísla o řádu N je třeba |N|+1 desetinných míst (|N| znamená absolutní hodnotu N).
V informatice se někdy používají i řádové velikosti o základu 2, binární, a to i s celým systémem dalších měřicích jednotek.
Dvojnásobek je použit i pro definici oktávy, v hudbě. Například slyšitelný rozsah lidského ucha je 20 Hz – 20 kHz, tedy tři (dekadické) řády. Nicméně tento rozsah lze vyjádřit i v počtu hudebních intervalů: cca 10 oktáv. Například klavír pokrývá 7,4 oktávy, binárních řádů.
Řádový rozdíl mezi dvěma číselnými hodnotami je rozdíl jejich řádových velikostí: číslo 17 000 000 je o dva řády větší než číslo 200 000, číslo 0,02 je o řád menší než 0,3.
Řádová velikost slouží jako orientační údaj zejména u velmi velkých a velmi malých čísel. Odtud se metaforicky také říká, že XY je „řádově lepší“ nebo „o řád horší“ než YZ, což neznamená nic jiného než „o mnoho“.